# Adesmia pusilla
Adesmia pusilla es una especie de planta floral del género Adesmia, categorizada en la tribu Dalbergieae, de la familia Fabaceae.

## Distribución
Especie nativa de Chile. Crece en el bioma desértico.

## Taxonomía
Fue descrita por Phil. y publicada en Fl. Atacam.: 15 (1860).